# Chamaemelum
Chamaemelum  Philip Miller, 1754 è un genere di piante angiosperme dicotiledoni della famiglia delle Asteraceae, sottofamiglia Asteroideae, tribù Anthemideae (Mediterranean clade) e sottotribù Santolininae.

## Etimologia
Il nome del genere deriva da due parole greche "chamae" o "chamai" (= basso, nano) e "melon"  (= mela), il cui significato è "mela di terra".
Il nome scientifico del genere è stato definito dal botanico Philip Miller (1691-1771) nella pubblicazione " The Gardeners Dictionary: containing the methods of cultivating and improving all sorts of trees, plants, and flowers, for the kitchen, fruit, and pleasure gardens, as also those which are used in medicine : with directions for the culture of vineyards, and making of wine in England : in which likewise are included the practical parts of husbandry ...4th ed., corrected and enlarged. London" (  Gard. Dict. Abr., ed. 4. [315] ) del 1754.

## Descrizione

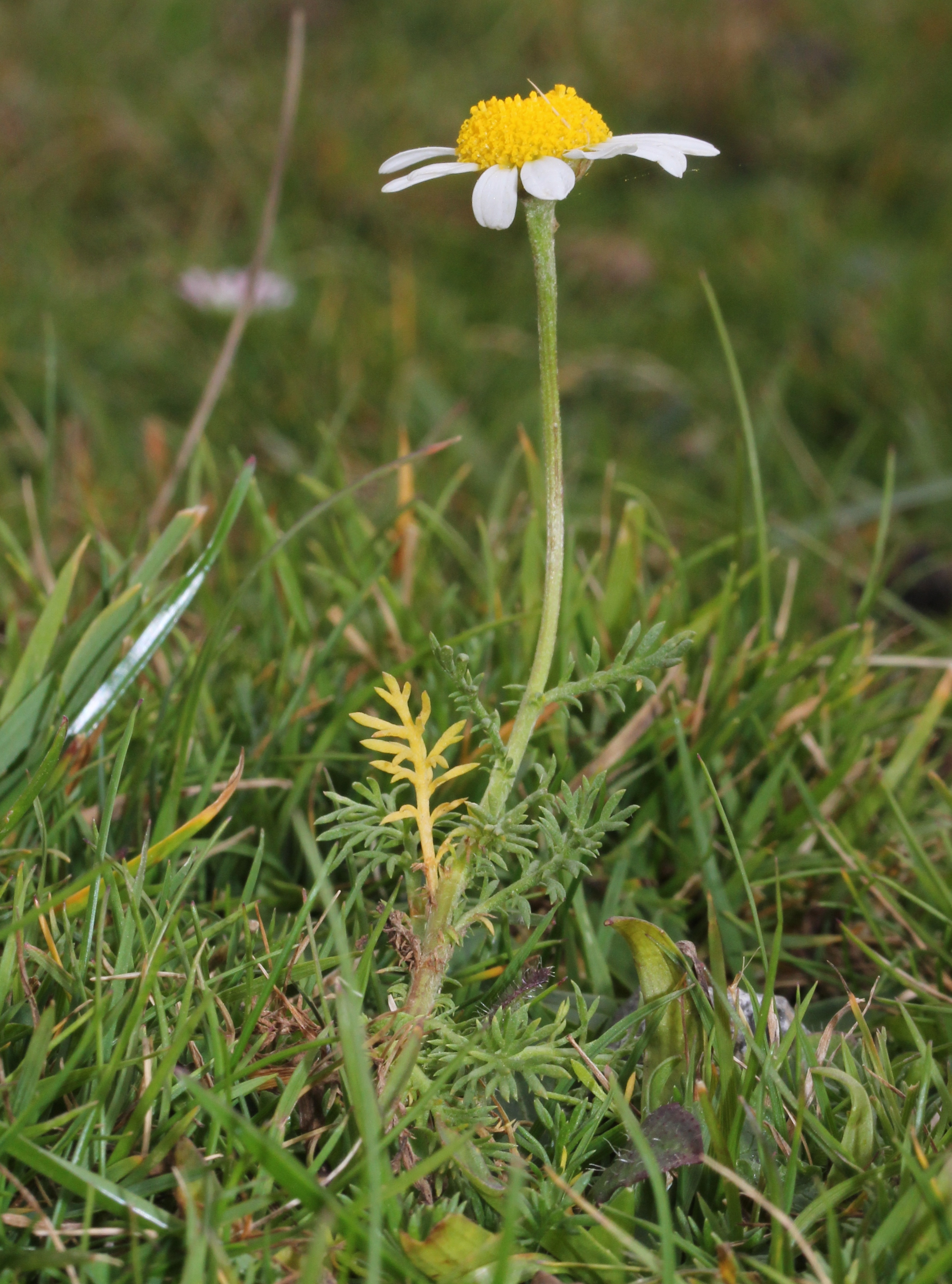
Il portamento
Chamaemelum nobile

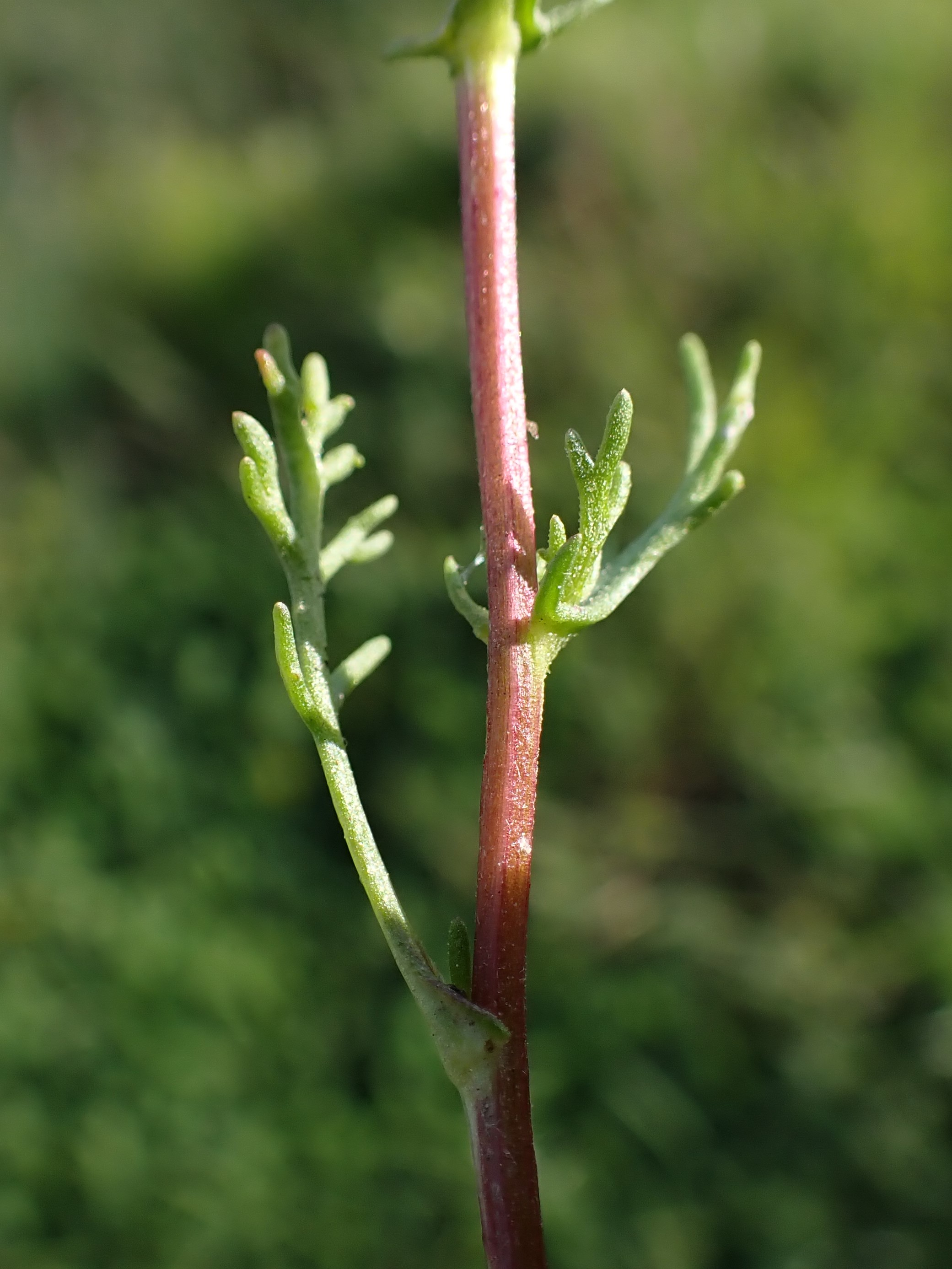
Le foglie
Chamaemelum fuscatum

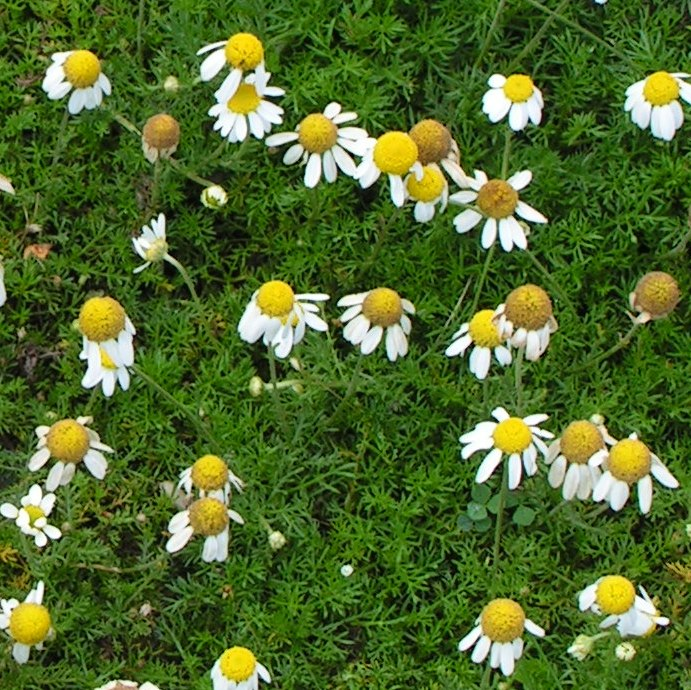
Infiorescenza
Chamaemelum nobile

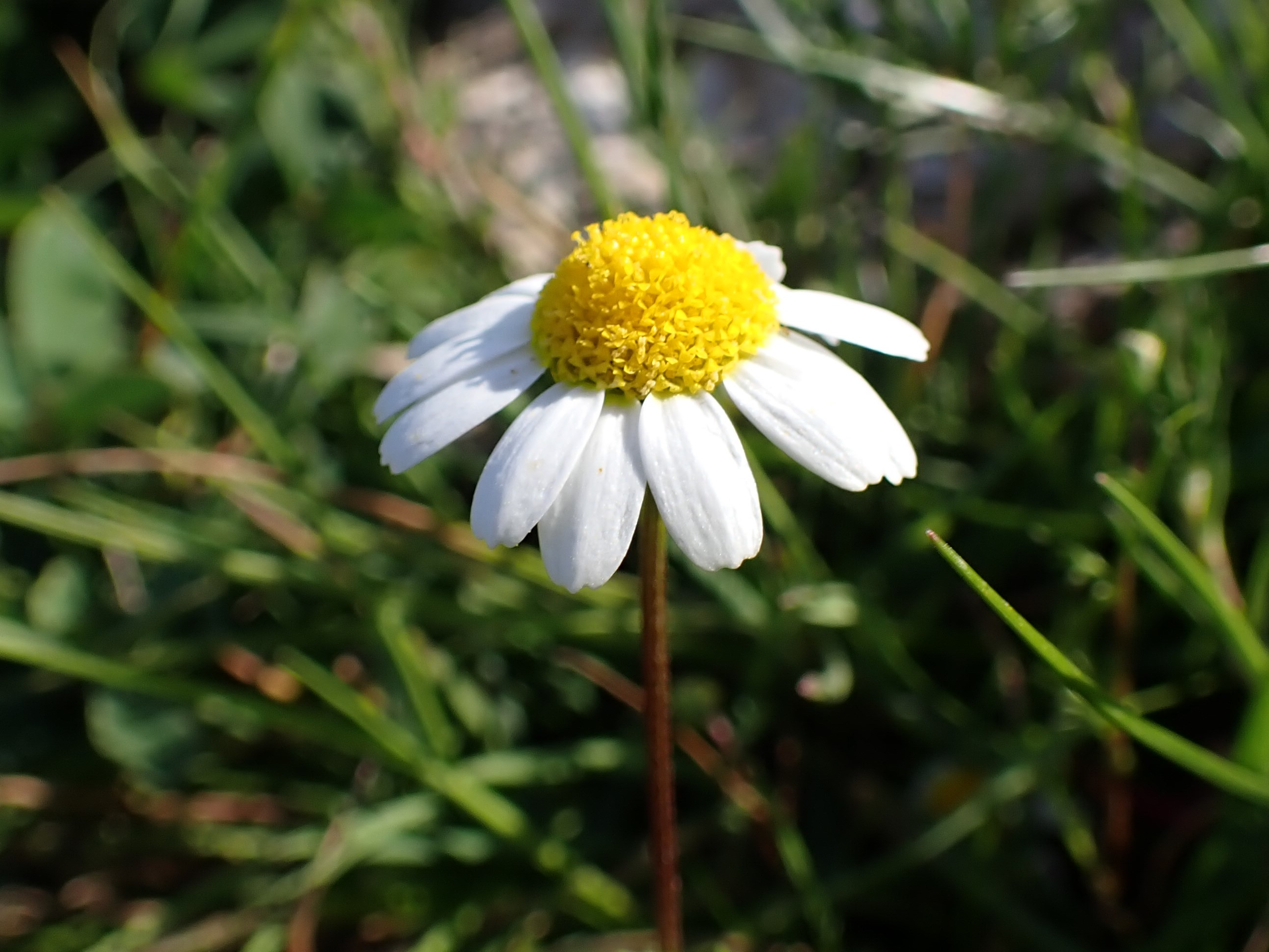
I fiori
Chamaemelum fuscatum

Portamento. Le specie di questo genere sono delle erbe (perenni o annuali). Nell'indumento di queste specie possono essere presenti peli di tipo basifissi.
Fusto. La parte aerea in genere è eretta, semplice o ramosa. 
Foglie. Le foglie lungo il caule in genere sono disposte in modo alterno. La lamina è lobata fino a 2-3-pennatosetta.
Infiorescenza. Le sinflorescenze sono formate da capolini o solitari o raccolti in modo corimboso. Le infiorescenze vere e proprie sono composte da un capolino terminale peduncolato di tipo radiato, disciforme o discoide, normalmente con fiori eterogami (raramente omogami). I capolini sono formati da un involucro, con forme emisferiche, composto da diverse brattee, al cui interno un ricettacolo fa da base ai fiori di due tipi: fiori del raggio e fiori del disco. Le brattee, piatte, a consistenza erbacea (scariose all'apice con margini stretti o ampi, chiari o scuri), sono disposte in modo più o meno embricato su 3 serie. Le brattee a maturità possono essere ripiegate verso il basso. Il ricettacolo, da emisferico a conico, è provvisto, oppure no, di pagliette avvolgenti la base dei fiori. Le pagliette del ricettacolo sono piatte o leggermente canalicolate con condotti resinosi centrali.
Fiori.  I fiori sono tetra-ciclici (formati cioè da 4 verticilli: calice – corolla – androceo – gineceo) e pentameri (calice e corolla formati da 5 elementi). Si distinguono in:
- fiori del raggio (esterni): sono femminili e sono disposti su una serie; la forma è ligulata (zigomorfa); a volte possono mancare (la ligula può essere molto corta e nascosta dalle brattee) o essere sterili;
- fiori del disco (centrali): sono più numerosi con forme brevemente tubulose (attinomorfe); sono ermafroditi e fertili.

- Formula fiorale:

*/x K {\displaystyle \infty }, [C (5), A (5)], G 2 (infero), achenio
- Calice: i sepali del calice sono ridotti ad una coroncina di squame.

- Corolla:

- fiori del raggio: la forma della corolla alla base è più o meno tubulosa-imbutiforme, mentre all'apice è ligulata; la ligula può terminare con alcuni denti; il colore è bianco;
- fiori del disco: la forma è tubulare bruscamente divaricata in 5 lobi; i lobi, patenti o eretti, hanno una forma deltata o più o meno lanceolata; il colore in genere è giallo.

- Androceo: l'androceo è formato da 5 stami (alternati ai lobi della corolla) sorretti da filamenti generalmente liberi con collare filamentare a forma di balaustra. Gli stami sono connati e formano un manicotto circondante lo stilo. Le antere possono essere sia di tipo basifissa che medifissa (ossia attaccate al filamento per la base – nel primo caso; oppure in un punto intermedio – nel secondo caso).[13] Questa caratteristica ha valore tassonomico in quanto distingue i generi gli uni dagli altri. Il tessuto endoteciale (rivestimento interno dell'antera) non è polarizzato. Il polline è sferico con un diametro medio di circa 25 micron;  è tricolporato (con tre aperture sia di tipo a fessura che tipo isodiametrica o poro) ed è echinato (con punte sporgenti).

- Gineceo: l'ovario è infero uniloculare formato da 2 carpelli. Lo stilo (il recettore del polline) è profondamente bifido (con due stigmi divergenti) e con le linee stigmatiche marginali separate o contigue. I due bracci dello stilo hanno una forma troncata e possono essere papillosi o ricoperti da ciuffi di peli.

Frutti. I frutti sono degli acheni, senza pappo, con un pericarpo sottile. La forma degli acheni è obovoidi con sezione rotonda; spesso sono percorsi da due increspature laterali e una adassiale. L'apice è marginalmente arrotondato. Il pericarpo è costituito da grandi cellule mucillaginifere in file longitudinali, senza sacche di resina.

## Biologia
Impollinazione: l'impollinazione avviene tramite insetti (impollinazione entomogama tramite farfalle diurne e notturne).

Riproduzione: la fecondazione avviene fondamentalmente tramite l'impollinazione dei fiori (vedi sopra).

Dispersione: i semi (gli acheni) cadendo a terra sono successivamente dispersi soprattutto da insetti tipo formiche (disseminazione mirmecoria). In questo tipo di piante avviene anche un altro tipo di dispersione: zoocoria. Infatti gli uncini delle brattee dell'involucro (se presenti) si agganciano ai peli degli animali di passaggio disperdendo così anche su lunghe distanze i semi della pianta. Inoltre per merito del pappo (se presente) il vento può trasportare i semi anche a distanza di alcuni chilometri (disseminazione anemocora).

## Distribuzione e habitat
Le specie di questo genere sono distribuite in Africa mediterranea occidentale e in Europa dall'Italia alla Inghilterra.

## Sistematica
La famiglia di appartenenza di questa voce (Asteraceae o Compositae, nomen conservandum) probabilmente originaria del Sud America, è la più numerosa del mondo vegetale, comprende oltre 23.000 specie distribuite su 1.535 generi, oppure 22.750 specie e 1.530 generi secondo altre fonti (una delle checklist più aggiornata elenca fino a 1.679 generi). La famiglia attualmente (2021) è divisa in 16 sottofamiglie; la sottofamiglia Asteroideae è una di queste e rappresenta l'evoluzione più recente di tutta la famiglia.

### Filogenesi
Il gruppo di questa voce è descritto nella tribù Anthemideae, una delle 21 tribù della sottofamiglia Asteroideae). In base alle ultime ricerche nella tribù sono stati individuati (provvisoriamente) 4 principali lignaggi (o cladi): "Southern hemisphere grade", "Asian-southern African grade", "Eurasian grade" e "Mediterranean clade". Il genere  Chamaemelum  (insieme alla sottotribù Santolininae  ) è incluso nel Mediterranean clade..
I caratteri distintivi del genere sono:
- l'indumento è formato da peli di tipo basifissi (oppure è assente);
- il pericarpo è molto sottile formato unicamente da cellule mucillaginifere;
- la corolla dei fiori del disco è saccata alla base (a forma di sacco, profondamente concava).

Il numero cromosomico delle specie di questo genere è: 2n = 18.
In base all'"orologio molecolare", questo genere ha iniziato a divergere circa 5 milioni di anni fa.

### Elenco delle specie
Questo genere ha 2 specie:
- Chamaemelum fuscatum (Brot.) Vasc.
- Chamaemelum nobile  (L.) All.

### Sinonimi
Sono elencati alcuni sinonimi per questa entità:
- Chamomilla Godr.
- Marcelia  Cass.
- Perideraea  Webb

### Specie spontanee italiane
Elenco delle specie presenti in Italia:
- 1A:  il ciclo biologico è annuo; le brattee involucrali sono colorate ai margini di scuro;

Chamaemelum fuscatum (Brot.) Vasc. - Camomilla precoce: l'altezza massima della pianta è di 5 - 30 cm; il ciclo biologico è annuo; la forma biologica è terofita scaposa (T scap); il tipo corologico è Ovest Mediterraneo / Steno-Mediterraneo; l'habitat tipico sono i prati e gli incolti umidi sulle coste marine; in Italia è una specie comune e si trova al Sud fino ad una quota di 600 m s.l.m..
- 1B:  il ciclo biologico è perenne; le brattee involucrali sono ialine o verdastre;

Chamaemelum nobile  (L.) All. - Camomilla romana: l'altezza massima della pianta è di 15 - 30 cm; il ciclo biologico è annuo; la forma biologica è emicriptofita scaposa (H scap); il tipo corologico è Ovest Europeo; è soprattutto una specie coltivata.